# فرناندو هرنانديز فيغا
فرناندو هرنانديز فيغا (بالإسبانية: Fernando Hernández Vega)‏ هو طيار مكسيكي، ولد في 1 أكتوبر 1914 في غوادالاخارا في المكسيك، وتوفي في 8 أبريل 1988 في مدينة مكسيكو في المكسيك.